# Henrique Sereno
Henrique Sereno Fonseca (Elvas, Portugal, 18 de mayo de 1985) es un exfutbolista de nacionalidad portuguesa. Jugaba en la posición de defensa central. Terminó su carrera como jugador en 2019. Desde diciembre de 2019 es presidente de la UD Vilafranquense

## Trayectoria
| Club                     | País          | Año           | Partidos | Goles |
| ------------------------ | ------------- | ------------- | -------- | ----- |
| O Elvas                  | Portugal      | 2004 – 2005   |          |       |
| Vitória Sport Clube      | Portugal      | 2005 – 2010   | 62       | 2     |
| FC Famalicão (cedido)    | Portugal      | 2005 – 2006   |          |       |
| Real Valladolid          | España        | 2010          | 12       | 0     |
| FC Oporto                | Portugal      | 2010 – 2013   | 13       | 0     |
| F.C. Colonia (cedido)    | Alemania      | 2011 – 2012   | 26       | 0     |
| Real Valladolid (cedido) | España        | 2012 – 2013   | 21       | 0     |
| Kayserispor              | Turquía       | 2013 - 2015   | 42       | 4     |
| 1. F.S.V. Mainz 05       | Alemania      | 2015 – 2016   | 0        | 0     |
| Atlético de Kolkata      | India         | 2016 - 2017   | 10       | 1     |
| UD Almería               | España        | 2017          | 1        | 0     |
| Chennaiyin FC            | India         | 2017 - 2018   | 18       | 1     |
| Total carrera            | Total carrera | Total carrera | 205      | 8     |

## Internacionalidades
Diputó un partido con la selección sub-21 en 2007. Ha sido convocado por Paulo Bento para la selección absoluta para los partidos de clasificación para la Eurocopa contra Islandia y Dinamarca.